# Quercus myrtifolia
Quercus myrtifolia Willd. – gatunek roślin z rodziny bukowatych (Fagaceae Dumort.). Występuje naturalnie w południowo-wschodnich Stanach Zjednoczonych – w Alabamie, na Florydzie, w Georgii, Missisipi oraz Północnej i Południowej Karolinie.

## Morfologia
PokrójZimozielone drzewo lub krzew. Dorasta do 12 m wysokości. Kora ma szarą lub czarną barwę.
LiścieBlaszka liściowa ma kształt od eliptycznego do odwrotnie jajowatego. Mierzy 1,5–5 cm długości oraz 1–2,5 cm szerokości, jest całobrzega i zawinięta na brzegu, ma nasadę od zaokrąglonej do klinowej i wierzchołek od tępego do zaokrąglonego. Ogonek liściowy jest nagi i ma 1–5 mm długości.
OwoceOrzechy zwane żołędziami o kształcie od jajowatego do kulistego, dorastają do 10–14 mm długości i 9–13 mm średnicy. Osadzone są pojedynczo w miseczkach w kształcie kubka, które mierzą 4–7 mm długości i 9–15 mm średnicy. Orzechy otulone są w miseczkach do 25–35% ich długości.

## Biologia i ekologia
Rośnie na wydmach oraz w zaroślach, na terenach nizinnych.